# Władimir Tuczkiewicz
Władimir Maaksimowicz Tuczkiewicz (ros. Владимир Максимович Тучкевич, ur. 16 grudnia?/29 grudnia 1904 we wsi Janowce (obecnie Iwanowce w rejonie dniestrzańskim), zm. 24 lipca 1997 w Petersburgu) – radziecki fizyk.

## Życiorys
W 1919 skończył szkołę w Ufie, po czym w listopadzie 1919 wstąpił ochotniczo do Armii Czerwonej, był kierownikiem wojskowego pociągu sanitarnego i uczył się w szkole piechoty. Po demobilizacji w 1924 rozpoczął studia na Wydziale Fizyczno-Matematycznym Kijowskiego Uniwersytetu Państwowego, po ukończeniu których od 1928 studiował na aspiranturze i jednocześnie pracował w Instytucie Meteorologicznym. Zorganizował laboratorium fizyczne w Charkowskim Instytucie Rentgenologicznym i kierował nim, od 1931 do 1935 był wykładowcą w Charkowskim Instytucie Elektrotechnicznym. Następnie przeniósł się do Leningradu i został pracownikiem naukowym, później sekretarzem naukowym i kierownikiem laboratorium w Instytucie Fizyczno-Technicznym, a jednocześnie był adiunktem działu fizyki w Leningradzkim Instytucie Politechnicznym, następnie wykładowcą działu fizyki eksperymentalnej. W 1939 obronił pracę kandydacką, podczas wojny pracował w grupie Aleksandrowa przy ochronie okrętów od min magnetycznych na Bałtyku, od 1949 pracował w Instytucie Fizyczno-Technicznym Akademii Nauk ZSRR, w 1956 obronił pracę doktorską. W 1968 został członkiem korespondentem, a w 1970 członkiem rzeczywistym Akademii Nauk ZSRR, od 1967 do 1986 był dyrektorem Instytutu Fizyczno-Technicznego Akademii Nauk ZSRR, później kierował grupą tego instytutu. Po rozpadzie ZSRR był doradcą Prezydium RAN. W latach 1970–1976 był członkiem Komitetu Obwodowego KPZR w Leningradzie, był również członkiem Komitetu Miejskiego KPZR w Leningradzie (1968–1970 i 1976–1980).

## Odznaczenia i nagrody
- Medal Sierp i Młot Bohatera Pracy Socjalistycznej (28 grudnia 1984)
- Order Lenina (trzykrotnie, 27 marca 1954, 27 grudnia 1974 i 28 grudnia 1984)
- Order Czerwonego Sztandaru Pracy (23 lipca 1959)
- Order Wojny Ojczyźnianej II klasy (11 marca 1985)
- Nagroda Leninowska (1966)
- Nagroda Stalinowska (1942)
- Nagroda im. Konstantinowa Akademii Nauk ZSRR (1982)

I inne.